# Anti-histamínico H2
Os anti-histamínicos H2 ou antagonistas do receptor H2 são um grupo de fármacos, que são usados no tratamento de úlceras gastrointestinais. Foram substituídos largamente na última década pelos inibidores da bomba de prótons (IBP), com menos efeitos secundários, nessa função.
Foram entre 1970 e 1990 os fármacos mais prescritos em todo o mundo.[carece de fontes?] Hoje têm uso mais limitado.

## Usos clínicos
Em todas as indicações, são preferíveis os inibidores da bomba de prótons. Só em indivíduos intolerantes dos efeitos secundários destes últimos, ou em que eles foram ineficazes, continuam a ser usados.
- Úlcera péptica duodenal[1]
- Úlcera péptica gástrica[1]
- Dispepsia[1]
- Prevenção de gastrite[1] devido ao stress em doentes com condições dolorosas crónicas.
- Doença gastroesofágica de refluxo[1]
- Esôfago de Barrett[1]

## Mecanismo de ação
São antagonistas competitivos (bloqueadores) do receptor da histamina das células parietais.
Não afetam muito os receptores H1 e H3 noutros órgãos.
- Administração: oral, duas vezes por dia.
- Efeitos úteis: diminuem a secreção de ácido entre as refeições mais do que imediatamente após ingestão de comida.

Aumentam o pH devido à diminuição até 70% da secreção ácida. Permitem a reparação das úlceras e outros danos gástricos, duodenais e esofágicos devidos à acidez, proporcionando um ambiente menos agressivo. Previnem o aparecimento de úlceras. Menos eficazes que os inibidores da bomba de prótons. Reduzem a secreção da enzima gástrica pepsina.

## Efeitos adversos
Podem ocorrer devido aos efeitos noutros receptores de histamina em outros órgãos:
- Bradicardia, hipotensão.
- Confusão, alucinações (raras),ansiedade.
- A cimetidina pode produzir ginecomastia e galactorreia mas os outros não, devido à interferência na acção dos androgénios.
- Têm interacções significativas com vários outros fármacos.

## Fármacos do grupo
- Cimetidina
- Ranitidina
- Famotidina
- Nizatidina